# Лордкипанидзе, Тите Илларионович
Тите (Дмитрий) Илларионович Лордкипанидзе (груз. ტიტე (დიმიტრი) ილარიონის ძე ლორთქიფანიძე; 1896, Кутаисская губерния, Кавказская администрация — 1937, Тбилиси) — народный комиссар внутренних дел Крымской АССР, старший майор государственной безопасности (1935). Расстрелян в 1937 году, реабилитирован посмертно.

## Биография
Родился в 1896 году, из семьи грузинского крестьянина. В революционное движение включился под влиянием старших братьев: Ионы, повешенного в годы столыпинской реакции жандармами, и Владимира, умершего в царской тюрьме. В РСДРП(б) с 1913 года. В 1915 году окончил Кутаисскую гимназию, а в 1915—1916 годах обучался на 1-м курсе Коммерческого училища в г. Москве, одновременно с октября 1915 по август 1916 года работал контролёром в правлении студенческой столовой училища. Участник 1-й мировой войны. С сентября 1916 года рядовой запасного батальона Русской императорской армии С января 1917 года курсант военной школы, с июня 1917 года помощник командира роты 2-го Заамурского стрелкового полка.
Участвовал в вооружённом восстании в Кутаиси, являлся боевиком Закавказской организации РСДРП(б). С августа 1918 года находился в заключении в Тифлисской тюрьме. С октября 1918 года боевик Кавкрайкома РКП(б). Вёл нелегальную работу в Грузии, на Украине, в Москве, организовал ряд терактов и побегов из тюрьмы. В годы Гражданской войны в большевистском подполье в Грузии, один из организаторов и исполнителей теракта против генерала Н. Н. Баратова в Тифлисе в сентябре 1919 года. Был арестован, с ноября 1919 года содержался в Метехской крепости в Тифлисе, а затем в Кутаисской тюрьме. На основании договора между РСФСР и Грузией передан советским представителям. С мая 1920 года заведующий военным отделом Владикавказского/Горского обкома РКП(б).
В органах ВЧК-ГПУ-НКВД с июня 1920 года: сотрудник для особых поручений по борьбе с бандитизмом (ББ) Особого отдела (ОО) Южного фронта. Aктивный проводник красного террора в Крыму, в качестве уполномоченного особого отдела Крымской ударной группы войск РККА в ноябре-декабре 1920 года «очищал» полуостров от военнопленных Русской армии П. Н. Врангеля и других «бывших» людей. С декабря 1920 года начальник Активной части ОО Южного фронта. С января 1921 года на Украине: уполномоченный Закордонного отделения ОО, затем заместитель начальника ОО ЦУЧК/ВУЧК. С апреля 1921 года начальник Кутаисской губЧК. С октября 1921 года в аппарате Грузинской ЧК: заместитель начальника ОО, а с января 1922 года особоуполномоченный по борьбе с бандитизмом, с 1923 года начальник ОББ. С ноября 1923 года начальник контрразведывательного отдела (КРО) Полномочного представительства (ПП) ОГПУ в ЗСФСР и ЧК Грузии.
В декабре 1925 года для разработки грузинских эмигрантских центров направлен по линии ИНО ОГПУ во Францию. С января 1926 по октябрь 1927 года помощник резидента в Париже под прикрытием сотрудника полпредства СССР.
С ноября 1927 года — руководящий сотрудник ГПУ Закавказья: начальник секретного отдела (СО) Секретно-оперативного управления (СОУ) ПП ОГПУ в ЗСФСР и Грузинского ГПУ. С августа 1929 года начальник СОУ и заместитель председателя ГПУ Грузии. С декабря 1931 года председатель ГПУ ГССР, одновременно 2-й заместитель ПП ОГПУ в ЗСФСР, заместитель председателя Закавказского ГПУ. С апреля 1933 года полпред ОГПУ в ЗСФСР и председатель ГПУ ЗСФСР. С 17 июля 1934 года нарком внутренних дел ЗСФСР. По некоторым сведениям не сработался с Л. П. Берией и С. А. Гоглидзе.
С января 1935 года начальник Управления НКВД, а с 16 февраля 1937 года нарком внутренних дел Крымской АССР, одновременно — начальник особого отдела ГУГБ НКВД морских сил и береговой обороны Чёрного и Азовского морей.
22 июня 1937 года арестован в г. Симферополе. Этапирован в Тбилиси. Внесен в сталинский расстрельный список НКВД ГССР от 10 августа 1937 года («за» 1-ю категорию Сталин, Молотов, Каганович). 14 сентября 1937 года судебное заседание выездной сессии ВКВС СССР  в Тбилиси длилось 20 минут. На нём Лордкипанидзе виновным себя признал и свои показания на предварительном следствии подтвердил. Приговорён к высшей мере наказания и расстрелян в ночь на 15 сентября 1937 года. Вместе с ним по одному списку осужденных ВКВС СССР были расстреляны руководящие сотрудники НКВД ГССР М. С. Дзидзигури, П. М. Мхеидзе, О. Л. Гвилава, Г. И. Думбадзе и др. Место захоронения неизвестно.
17 февраля 1958 года определением ВКВС СССР приговор отменён и дело прекращено за отсутствием состава преступления.
Жена Надежда Викентьевна Лордкипанидзе родилась в 1902 году, была осуждена «тройкой» за контрреволюционный саботаж и как член семьи изменника Родины 24 июня 1938 года на 8 лет и 3 месяца ИТЛ, освобождена из Карлага 28 декабря 1951 года. Сына звали Владимир.

### Звания
- старший майор государственной безопасности, 29.11.1935.

### Награды
Награждён орденами Красного Знамени (28.12.1927), Красной Звезды (1936), Трудового Красного Знамени ГССР (1931) и ЗСФСР (1932); 2 знаками Почётного работника ВЧК-ГПУ (1925, 1932). Указом Президиума Верховного Совета СССР от 2 июня 1939 года лишён орденов Красного Знамени и Красной Звезды.